# Pomaire
Pomaire es un pequeño pueblo chileno de artesanos alfareros, perteneciente a la comuna de Melipilla, a 50 kilómetros al oeste de Santiago. Su población es de 3921 habitantes según el Censo de 2017. Es muy famosa por el gran talento de sus pobladores en el trabajo con greda.

## Toponimia
El nombre Pomaire tiene un origen incierto. Podría provenir del idioma cunza pumarara que significa «asaltante» o «salteador», o bien del quechua puma, que significa «puma» o «león» y del aimara ire, que indica plural.

## Pueblo turístico alfarero

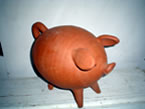
Un «chanchito» de greda o alcancía, artesanía típica de Pomaire.

Su principal atractivo son los talleres alfareros que se encuentran a lo largo del pueblo. Una de sus calles principales es Roberto Bravo donde se vende artesanía en greda (o arcilla) y se ofrecen los platos típicos de la cocina chilena, como son el pastel de choclo y la empanada.
La cerámica se caracteriza por su tonalidad rojiza y superficie lisa y brillante. Su tradición alfarera se remonta desde antes de la llegada de los españoles. Es posible encontrar vasijas, pailas, adornos y artículos de decoración, destacando los «chanchitos», alcancías con forma de cerdos de tres patas que según se dice entregan buena suerte.
Actualmente también se puede encontrar greda esmaltada. La greda que tiene un tono negro es teñida con humo de feca de caballo o vaca y cuando la cuecen en el horno de barro se le va el olor y el sabor por las altas temperaturas que son de 600° a 800° grados. 
El comercio tiene como característica principal el de productor.

## Historia
La historia de Pomaire comienza en 1482 cuando un grupo de indígenas incas y diaguitas llegan a una tierra plana y fértil, al norte del Pomaire de hoy. Una civilización caracterizada por sus habilidades artesanales, que a medida que se produce un mayor asentamiento de los grupos, descubre la riqueza y fertilidad de la tierra y comienza a trabajar la greda.  
Durante el año 1583, las constantes expansiones de las haciendas coloniales, de los conquistadores españoles, y debido al crecimiento de la población y ya descubierto el arte de trabajar la greda, la tribu se traslada al lugar que actualmente ocupa el pueblo, el que se encuentra rodeado de cerros, lo que la hace abundante en materia prima para efectuar sus trabajos de alfarería. 
En 1690 nace Domingo Pomaire, el primer indígena bautizado en este reducto y su hijo Tomás Pomaire es el primer gobernador de esta localidad entre 1742 y 1745, quedando así perpetuado por siempre el nombre Pomaire a estas tierras.
A pesar de que para 1771, ya existía una fuerte especialización alfarera, no es hasta la segunda mitad del siglo XIX, cuando en cierta manera se intenta profesionalizar a la actividad. Esto se produce gracias a las sugerencias de doña Remigia Castro Montana, esposa de origen español, del cacique Juan Bautista Salinas, de incentivar a los habitantes de la aldea a elaborar de manera más frecuente y en mayor cantidades objetos para ser vendidos en Valparaíso, en el mercado.
A partir de 1853, caravanas de cerámica viajan a Valparaíso (puerto y ciudad comercial de la época, ubicada en la costa central de Chile a 100 kilómetros de Pomaire) antes de Semana Santa  y posteriormente estas caravanas se dirigían al santuario de la Virgen de Lo Vásquez (en el camino colonial entre Valparaíso y Santiago), para celebrar y agradecer a la Purísima Virgen. En esta zona con el tiempo se fue haciendo muy popular las «tiendas» de alfareros que vendían sus productos o realizaban trueques a cambio de alimentos. Esto por una parte debido a que el viaje entre Pomaire y Valparaíso duraba aproximadamente 6 días en esa época, y este se trasformó en un avecindado de descanso. Durante el siglo XX, la alfarería en Pomaire se transformó en una actividad especialmente femenina, y hacia el año 1950 el 95 % de las mujeres se dedicaba a la alfarería, esto las llevó a ser independientes y a convertirse con el tiempo en mujeres empresarias.
Hoy en día Pomaire es sinónimo de la cultura huasa chilena. Es un poblado donde las costumbres campesinas aún siguen vivas y se respiran aires chilenos por todas las calles del pueblo.

## Atracciones turísticas

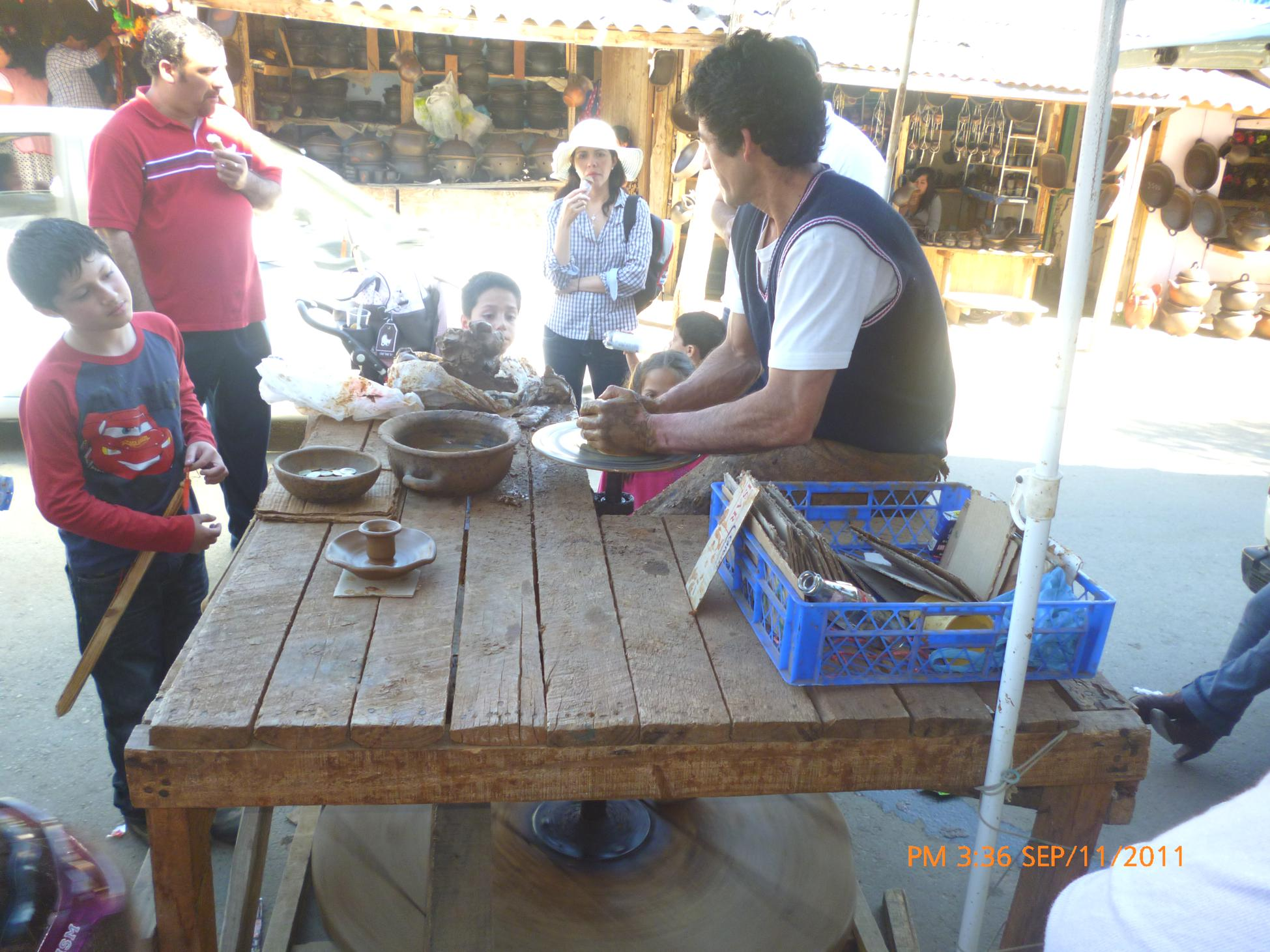
Artesano de la greda en Pomaire (2011).

En el año 2010 se realizó la creación de una alcancía de greda, con forma de chancho, de 0,4 metros de alto y 1,55 metros de largo, la que aspiraba a convertirse en el récord Guinness por su tamaño. La obra fue presentada a la comunidad pomairina en un paseo de exhibición por la principal arteria turística. Sin embargo en 2012, el artesano Cesar Silva Rojo fabricó un chancho alcancía de greda de 1,60 metros de alto por 3 metros de largo y cuyo peso es de 550 kilos, el cual puede ser visitado por los turistas en su taller.

## Conectividad vial
Pomaire posee una excelente conectividad vial con las principales ciudades de la región Metropolitana gracias a la Autopista del Sol, carretera que conecta Santiago, capital de Chile con el puerto de San Antonio. Algunas actividades productivas de Pomaire son:
- Artesanía en greda
- Gastronomía tradicional
- Comercio
- Excursiones

El periodista e investigador Hernán Bustos Valdivia publicó en 2012 el libro Historia de Pomaire, que describe su evolución, desde el pueblo de indios, pasando por la aldea alfarera hasta los tiempos contemporáneos. En sus páginas se relata los despojos y maltratos de los que fueron objeto los indios, la visita del intendente Vicuña Mackenna en 1874, que impulsa su primera escuela y se entrevista con el último cacique pomairino; el liderazgo de las alfareras del siglo XX, como Rosa Astorga; el refugio de Pablo Neruda y la fama de las artesanas Julita Vera y Olga Salinas, esta última gran amiga de Gabriela Mistral.